# Mickleover
Mickleover – dzielnica miasta Derby, w Anglii, w Derbyshire, w dystrykcie (unitary authority) Derby. W 2011 roku dzielnica liczyła 14 022 mieszkańców. Mickleover jest wspomniana w Domesday Book (1086) jako Overe/Ufre.